# Justus Doolittle
Justus Doolittle (Rutland, New York, 1824. június 23. – Clinton, Oneida megye, New York állam, 1880. június 15.; kínai neve pinjin hangsúlyjelekkel: Lú Gōngmíng; magyar népszerű: Lu Kung-ming; egyszerűsített kínai: 卢公明; hagyományos kínai: 盧公明) amerikai protestáns misszionárius, sinológus.

## Élete és munkássága
Justus Doolittle 1846-ban diplomázott a Hamilton College-ban, majd 1849-ben elvégezte az Auburn Teológiai Szemináriumot. Ezt követően feleségével együtt Kínába utaztak missziós tevékenységet folytatni. Hittérítő munkája mellett, 1853-tól 1858-ig rendszeresen publikált a helyi missziós lapban, a Chinese Recorder and Missionary Journalban, amelynek szerkesztője is volt. 1864-ben, megromlott egészségi állapota miatt kénytelen volt visszatérni az Egyesült Államokba. 1872-ben újból Kínába utazott, de hamarosan ismét vissza kellett térnie. Legjelentősebb műve a két kötetben, 1865-ben megjelent Social Life of the Chinese, amely a kínai társadalom, a mindennapi élet részletes leírását tartalmazza.

## Főbb művei
- Social Life of the Chinese (2 vols.), 1865
- A Vocabulary and Hand-book of the Chinese Language, 1972